# Franc Kosar
‎
Franc Kosar, slovenski teolog, biograf in filozof, * 10. september 1823, Braslovče, † 11. junij 1894, Ika. Bil je vrsto let tesni sodelavec in prijatelj Antona Martina Slomška.
Na Visoki bogoslovni šoli v Mariboru je v letih 1872−1881 predaval cerkveno pravo.

## Življenjepis
Rodil se je leta 1823 v Braslovčah. Po osnovni t.i. ljudski šoli v rojstnem kraju in pri frančiškanih v Kamniku, ter gimnaziji v Novem mestu je v Ljubljani začel študij filozofije, a ga je čez dve leti zamenjal s študijem bogoslovja v Celovcu, kjer ga je škof Slomšek posvetil v duhovnika. Duhovniški poklic je začel kot kaplan med leti 1846-8 v Poljčanah. Sledila je večletna bolezen. Leta 1853 je vstopil v misijonsko družbo svetega Vincencija Pavelskega pri Svetem Jožefu nad Celjem. Leta 1855 je prevzel službo kaplana v rojstnih Braslovčah. Naslednje leto je bil v Šent Andražu na Koroškem korni vikar. Po preselitvi sedeža Lavantinske škofije v Maribor ga je Slomšek imenoval za spirituala novega škofijskega duhovnega semenišča. Kasneje je kot kanonik v mariborskem bogoslovju predaval cerkveno pravo. V času ko je bil škofovski sedež izpraznjen je do nastopa škofa Napotnika kot kapiteljski vikar upravljal mariborsko škofijo. Leta 1865 se je preselil kot župnik in dakan v Kozje. Iz Maribora se je moral umakniti na zahtevo vlade na Dunaju. V Maribor se je vrnil leta 1870 v Maribor kot stolni kanonik. V Kozjanski dekan je bil 1870 v brežiškem okraju izvoljen za deželnega poslanca, vendar ga je že naslednje leto premagal Mladoslovenec dr. Josip Vošnjak. Po letu 1887 je zaradi bolezni veliko časa prebil v sanatoriju v Iki ob Kvarnerju, kjer je leta 1894 umrl. Pokopan je v Mariboru.
Po Slomškovi smrti je napisal dva njegova življenjepisa. Krajšega slovenskega je objavil v "Drobtinicah", daljšega v nemščini pa v knjižni obliki leta 1863 v Mariboru. Slovenski prevod Jožeta Stabeja je izšel leta 2013 pri Celjski Mohorjevi družbi pod naslovom: "Anton Martin Slomšek, knezoškof lavantinski". 